# 제미니 인터랙티브
제미니 인터랙티브(Jeminie Interactive)는 철도 시뮬레이션 게임 기업이다.

## 개발한 게임
- 흠심 (안드로이드 서비스 종료)
- 흠심 2 (안드로이드 서비스 종료)
- 흠심 알파+ (서비스 종료)
- 흠심 메트로